# Rosa 'Windrush'
'Windrush' ('AUSrush' es el nombre del obtentor registrado) es un cultivar de rosa que fue conseguido en Reino Unido en 1984 por el rosalista británico David Austin.

## Descripción
'Windrush' es una rosa moderna cultivar del grupo «English Rose Collection».
El cultivar procede del cruce de semillas: planta de semillero y polen: 'Canterbury'® (arbusto, Austin, 1969) x 'Golden Wings' (arbusto, Shepherd, 1956).
Las formas arbustivas del cultivar tienen porte erguido que alcanza más de 130 cm de alto con 120 cm de ancho. Las hojas son de color verde oscuro mate de tamaño medio, follaje coriáceo.
Sus delicadas flores de color amarillo ligero a un amarillo más pálido a blanco en los pétalos exteriores. Fuerte fragancia. Flor con 18 pétalos. El diámetro medio de 3,5". Tamaño de flor mediano, semi dobles (9 a 16 pétalos), en pequeños grupos, en forma amplia.
Florece de una forma prolífica en la temporada, después floración ocasional.

## Origen
El cultivar fue desarrollado en Reino Unido por el prolífico rosalista británico David Austin en 1984. 'Windrush' es una rosa híbrida con ascendentes parentales de cruce de Semillas: planta de semillero y Polen: 'Canterbury'® (arbusto, Austin, 1969) x 'Golden Wings' (arbusto, Shepherd, 1956).
El obtentor fue registrado bajo el nombre cultivar de 'AUSrush' por David Austin en 1984 y se le dio el nombre comercial de exhibición 'Windrush'™.
También se le reconoce por el sinónimo de 'AUSrush'.
- La rosa fue conseguida antes de 1984 e introducida en el Reino Unido por David Austin Roses Limited (UK) en 1984 como 'Windrush'.[1]

## Cultivo
Aunque las plantas están generalmente libres de enfermedades, es posible que sufran de punto negro en climas más húmedos o en situaciones donde la circulación de aire es limitada.
Se desarrollan mejor a pleno sol. En América del Norte son capaces de ser cultivadas en USDA Hardiness Zones 6b a 9b. La resistencia y la popularidad de la variedad han visto generalizado su uso en cultivos en todo el mundo.
Puede ser utilizado para las flores cortadas, jardín o portador guía. Vigorosa. En la poda de Primavera es conveniente retirar las cañas viejas y madera muerta o enferma y recortar cañas que se cruzan. En climas más cálidos, recortar las cañas que quedan en alrededor de un tercio. En las zonas más frías, probablemente hay que podar un poco más que eso. Requiere protección contra la congelación de las heladas invernales.